# 祖惠
祖惠（?—?），柔然人。第十任可汗伏图幼子，第十一任可汗丑奴的弟弟。
伏图娶了柔然第八任可汗豆仑的妻子候吕陵氏，生下伏跋可汗丑奴以及阿那瓌等六个儿子。丑奴成为柔然可汗以后，一次忽然丢失了祖惠，查访都找不到。巫婆地万说，祖惠现在在天上，我能招来他。便在大泽中搭帐幕，祈祷天神，祖惠出现在帐幕中，说自己一直在天上。丑奴非常高兴，称地万是圣女，把她娶为正妻。地万有法术，又有姿色，丑奴任她干扰国事。祖惠长大了，告诉他的生母：“我那时一直在地万家，没有上过天，上天的话是地万教我说的。”他的母亲把真象告诉了丑奴，丑奴不信，地万怕事情暴露，就在丑奴面前陷害祖惠并杀了他。候吕陵氏派大臣具列等人绞死了地万。